# Constante crioscópica
Em termodinâmica e físico-química, a constante crioscópica, Kf, associa determinada molalidade ao abaixamento do ponto de fusão. É a razão do último ao primeiro:
{\displaystyle \triangle T_{f}=K_{f}\cdot m\cdot i}
onde i é o fator de van't Hoff, o numero de partículas em que o soluto divide-se ou forma quando dissolvido. Obtém-se dividindo o número de partículas após dissociação pelo número inicial. Caso não haja dissociação, i é igual a 1 pelo que é em certas ocasiões omitido.
Através de um procedimento chamado crioscopia, uma constante conhecida pode ser usada para calcular uma massa molar desconhecida. O termo "crioscopia" vem do grego e significa "medida da congelamento". Esta é relacionada a ebulioscopia, a qual determina o mesmo valor da constante ebulioscópica (da elevação do ponto de ebulição). 
A Kf para a água é 1,853 K·kg/mol.